# Snårestadsmästaren

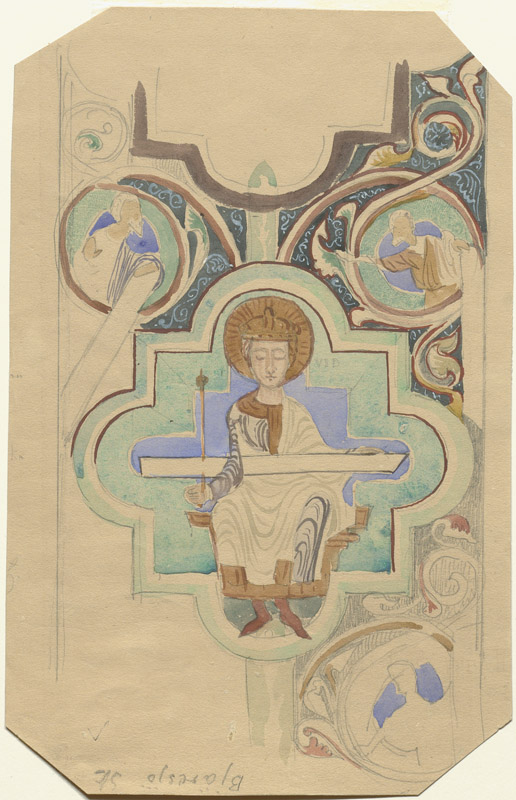
Nils Månsson Mandelgrens akvarell från 1800-talets mitt med motiv från kalkmålningarna i Bjäresjö kyrka.

Snårestadsmästaren är ett anonymnamn på den målare eller de målare som utförde en rad närbesläktade muralmålningar i flera skånska kyrkor.
När Snårestads kyrka i Skåne låg i ruiner på 1870-talet avtecknade Nils Månsson Mandelgren de då blottade kalkmålningarna och på ett ställe kunde han avläsa årtalet 1347. På grundval av hans genomgång av kalkmålningen har kyrkan fått ge namn till den eller de mästare som man på grund av stilkritiska grunder fört samman som utförda från samma skola. Snårestadsmästaren utförde en rad målningar i mellersta och östra delen av södra Skåne. Av bilder från numera rivna kyrkor och bevarade arbeten kan man se att det är stora variationer i innehåll och komposition men den gemensamma nämnaren består i de ornamentaliska motiven, valvens arkitektoniska element, ribbor och bågar. Vinkelbanden eller de hjärtformade bladen på ribborna som omges av mer eller mindre utvecklade blad, löper upp mot det för Snårestadsmästaren mycket typiska motivet med fyra hjärtformade palmetter. Gemensamt är även att de enskilda figurerna eller scenerna har inramats under baldakiner. Figurteckningen i de olika kyrkorna har skiftande kvalitet men de har de genomgående draget att personerna är slanka och till största delen är dolda av skarpt storvecklade klädnader uppburna efter den gotiska konventionen. I de kyrkor absidmålningar förekommer framställs en tronande Kristus omgiven av evangelistsymboler och apostlar inställda under baldakiner. För övrigt varieras framställningarna med scener ur Kristi födelsehistoria samt symboliska allegoriska framställningar. Beträffande ornamentiken hittar man en viss likhet med det uppsvenska måleriet som det representeras i Strängnäs domkyrkas östra långhusvalv medan figurerna har en likhet med det nordvästtyska måleriet från 1300-talets början. Den första karakteriseringen av Snårestadsmästarens och sammanställningen utgick från Mandelgrens fragmentariska teckningar från Snårestads kyrka och ritmästaren Jöns Boström akvareller från Borrby kyrka som revs på 1830-talet samt fotografier på de kända målningarna i Stora Herrestads kyrka. 

## Kyrkor smyckade av Snårestadsmästaren
Snårestadsmästaren tillskrivs målningar i 

- Anderslöv kyrka
- Benestads kyrka
- Bjäresjö kyrka
- Borrby kyrka
- Grönby kyrka
- Skurups kyrka
- Snårestads kyrka
- Stora Herrestads kyrka
- Stora Köpinge kyrka
- Södra Åsums gamla kyrka
- Västra Nöbbelövs kyrka